# Ilirski Primorjan
Ilirski Primorjan je bil slovenski poučno politični in zabavni štirinajstdnevnik.
Ilirski Primorjan je izhajal v Trstu. List je izhajal dvakrat mesečno na štirih straneh. Prva številka je izšla 7. januarja 1866 zadnja pa 16. decembra istega leta, ko je spremenil ime in 7. januarja 1867 izšel kot Slovenski Primorec. Narodno zavzeti in publicistično aktivni urednik Ivan Piano je v listu uveljavljal mladoslovenski politični program. Zavzemal se je za uveljavitev slovenščine v šolah in uradih ter za zedinjenje vsega slovenskega naroda v politično celoto. V istem letu je z Ilirskim Primorjanom za naklonjenost bralcev tekmoval tudi Tržaški ljudomil.